# ژربیچکو
ژربیچکو (به لاتین: Zhrebichko) یک منطقهٔ مسکونی در بلغارستان است که در استان پازارجیک واقع شده‌است. ژربیچکو ۳۱٫۴۵ کیلومتر مربع مساحت و ۴۸ نفر جمعیت دارد و ۷۳۴ متر بالاتر از سطح دریا واقع شده‌است.